# Julie White
Julie Karen White (ur. 4 czerwca 1961 w San Diego) – amerykańska aktorka filmowa i telewizyjna, znana między innymi z roli Judy Witwicky, matki Sama Witwicky’ego, w serii filmów Transformers.

## Filmografia

### Filmy
- 2001: Powiedz, że to nie tak – Ruthie Falwell
- 2006: Ranczer w kosmosie – Beth Goode
- 2007: Transformers – Judy Witwicky
- 2007: Niania w Nowym Jorku – Jane Gould
- 2007: Michael Clayton – Pani Greer
- 2009: Potwory kontra Obcy – Wendy Murphy (głos)
- 2009: Potwory kontra Obcy: Dynie-mutanty z kosmosu – Wendy Murphy (głos)
- 2009: Transformers: Zemsta upadłych – Judy Witwicky
- 2011: Transformers 3 – Judy Witwicky
- 2012: Lincoln – Elizabeth Blair Lee

### Seriale
- 1992: Prawo i porządek – Sandy
- 1993–1997: Grace w opałach – Nadine Swoboda
- 1999: Dotyk anioła – Molly Avery
- 2000: JAG: Wojskowe Biuro Śledcze – detektyw Wanda Schilling
- 2001: Ally McBeal – Marian
- 2001–2002: Sześć stóp pod ziemią – Mitzi Dalton Huntley
- 2003–2007: Prawo i porządek: sekcja specjalna – doktor Anne Morella
- 2004: Wołanie o pomoc – doktor Goldberg
- 2006: Gotowe na wszystko – Amanda
- 2011: Prawo i porządek: Zbrodniczy zamiar – Stephanie Miller
- 2012: Układy – Donna Chase
- 2012: Pingwiny z Madagaskaru – Mama (głos)
- 2012–2013: Go On – Anne
- 2014: Siostra Jackie – Antoinette Mills
- 2014: Szczęśliwa karta – sędzia Hockett
- 2015: Żona idealna – Selma Krause
- 2016: You’re the Worst – doktor Tabitha Higgins
- 2017: Man Seeking Woman – matka Lucy
- 2018: Chicago Med – Tessa
- 2019: Designated Survivor – Lorraine Zimmer
- 2019: Big Mouth – Kimberly